# Odo cubanus
Odo cubanus är en spindelart som först beskrevs av Pelegrín Franganillo Balboa 1946.  
Odo cubanus ingår i släktet Odo och familjen taggfotsspindlar. Artens utbredningsområde är Kuba. Inga underarter finns listade i Catalogue of Life.